# Substantivo
O substantivo ou nome é uma classe de palavras variáveis com que se designam ou se nomeiam os seres (pessoas, animais e coisas). O substantivo é a palavra que serve, de modo primário, de núcleo de sujeito, de objeto direto, de objeto indireto e do agente da passiva. Qualquer palavra de outra classe que desempenhe uma dessas funções equivalerá, forçosamente, a um substantivo. Em português, o substantivo pode ser flexionado em gênero, número e grau. Em outros idiomas pode haver outras flexões, como a de caso gramatical. Há também palavras invariáveis, que não fazem flexão gramatical.

## Substantivação
Substantivação é a atribuição de funções de substantivo a alguma outra palavra, que pode ser um verbo, um adjetivo, um numeral, ou até mesmo um advérbio.
Exemplo:
- "O olhar dela me fascina inteiramente." (verbo substantivado)
- "Era um azul maravilhoso." (adjetivo substantivado)
- "Os milhões foram roubados do banco." (numeral substantivado)
- "Ele disse um não bem grosseiro." (advérbio substantivado)

Uma palavra se torna substantivo quando toma o lugar de um e é precedida por um artigo.
Podemos substituir a palavra jantar por comida, que é um substantivo. Ficaria: "A comida estava ótima". Se trocarmos azul por cor, seria: "Era uma cor maravilhosa". Assim como, se mudássemos a estrutura da frase Ele disse um não bem grosseiro, ficaria assim: " - Não, disse ele, de forma grosseira". O não, neste segundo caso, é um advérbio de negação.
Na primeira oração do exemplo acima, a palavra olhar, que normalmente é um verbo, foi substantivada, ao ser precedida do artigo definido O. Assim acontece com as demais, só que precedidas de artigo indefinido.
Obs.: Vale lembrar que beleza, pureza, habilidade, honestidade, etc., não são palavras substantivadas, pois já são substantivos por si sós.

## Classificação
Os substantivos podem ser classificados em:

### Comuns e próprios
Comuns são aqueles que dão nome a espécie: pessoa, rio, planeta, cidade; próprios são aqueles que designam um indivíduo da espécie: João, Amazonas, Marte.

### Concretos e abstratos
Concretos são aqueles que designam seres reais ou imaginários, de existência independente de outros seres: Deus, homem, cão, árvore, Brasil, caneta; abstratos são aqueles cuja existência depende de outros seres. Designam ações, estados e qualidades: divindade, beleza, colheita, doença, bondade, juventude.

### Coletivos
São substantivos comuns que, no singular, designam um conjunto de seres ou coisas da mesma espécie. No substantivo coletivo, trata-se de um único ser uma pluralidade de indivíduos: elenco (conjunto de atores); matilha (conjunto de cães de caça); cardume (conjunto de peixes) etc.

### Primitivos e derivados
Primitivos são aqueles de que não derivam de outros vocábulos: ex: casa, folha, árvore.
Os derivados são aqueles que procedem de outras palavras (guerreiro é derivado por vir de guerra, guerra + eiro, ferreiro é derivado por vir de ferro, ferro + 'eiro').

### Simples e composto
Simples são aqueles substantivos constituídos de um só radical: casa, casarão; compostos são aqueles formados na união de dois ou mais radicais: boca-de-leão, couve-flor, passatempo.

## Substantivos uniformes
- Substantivos epicenos: denominam-se epicenos os nomes de animais que possuem um só gênero gramatical para designar um e outro sexo: a águia, a baleia, a mosca, a pulga, o besouro, o polvo, o tatu, etc.
- Substantivos sobrecomuns: denominam-se sobrecomuns os substantivos que têm um só gênero gramatical para designar pessoas de ambos os sexos: o apóstolo, o cônjuge, a criança, a testemunha, etc.
- Substantivos comuns de dois gêneros: alguns substantivos possuem uma só forma para os dois gêneros, mas distinguem-se o masculino do feminino pelo gênero do artigo ou outro determinante: o agente, a agente; dois colegas, duas colegas; meu gerente, minha gerente; esse mártir, essa mártir; aquele lojista, aquela lojista etc.
- Substantivos de gênero vacilante: em alguns substantivos notam-se vacilação de gênero: diabete, suéter, omoplata, etc.

## Flexão do substantivo
Os substantivos podem ser flexionados de três maneiras distintas: quanto ao gênero, quanto ao número e quanto ao grau.

### Flexão genérica
| “ | Gênero gramatical é a indicação do sexo real ou suposto dos seres. | ” |

O gênero gramatical é um critério puramente linguístico, convencional, que divide os substantivos em duas classes: masculino e feminino. Trata-se, na verdade, mais de uma classificação do que uma flexão propriamente dita para a maioria dos substantivos; entretanto, os substantivos designando pessoas e animais podem assumir formas diferentes de acordo com o sexo do ser que designa, em geral com o mesmo radical; por isso diz-se tratar de uma flexão.
- Masculino: em português, são do gênero masculino todos os substantivos a que se pode antepor o artigo o: o aluno, o amor, o galho, o poema. Geralmente são masculinos os nomes de homens ou funções exercidas por eles; os nomes de animais do sexo masculino; os nomes de lagos, montes, rios e ventos; os nomes de meses e pontos cardeais;
- Feminino: em português, são do gênero feminino todos os substantivos a que se pode antepor o artigo a: a casa, a vida, a árvore, a canção. Geralmente são femininos os nomes de mulheres ou de funções exercidas por elas; os nomes de animais do sexo feminino; os nomes de cidades e ilhas; as partes do mundo; as ciências e as artes liberais.[3][4]
- Outros gêneros: em português só existem os gêneros masculino e feminino, mas em vários idiomas existe o gênero neutro, geralmente reservado a substantivos abstratos e os que designam objetos e animais, e o comum, como no sueco e inglês, para palavras que não são limitadas ao sexo ou gênero, no latim palavras de gênero comum são aquelas que não são masculinas nem femininas mas não neutras.[5] Alguns idiomas da família linguística nígero-congolesa chegam a ter dezenas de gêneros, muitas vezes atribuídos às palavras de forma arbitrária.

### Flexão numérica
Quanto à flexão de número, os substantivos podem estar no singular ou plural:
- Singular: é a forma não flexionada do substantivo, que indica apenas um ser: casa, homem, doce;
- Plural: é a forma flexionada, que indica mais de um ser: casas, homens, doces.[4]
- Dual: indica dois seres. Esta flexão não existe em português; aparece em idiomas como o grego antigo, o árabe e o checo. Só é encontrado na língua portuguesa na palavra 'ambos' e sua variação 'ambas'.

### Flexão gradual
| “ | O que substancialmente existe pode ter tamanhos diversos; pode ter tamanho normal, comum, como pode ser grande ou pequeno. | ” |

Em português são três os graus dos substantivos: normal, aumentativo e diminutivo.
- Normal: designa o ser no seu tamanho natural: casa, livro;
- Aumentativo: designa o ser aumentado do seu tamanho normal: casarão, livrão;
- Diminutivo: designa o ser diminuído do seu tamanho normal: casebre, livrinho.[4]

### Flexão de caso
Em muitos idiomas existe a flexão de caso, em que o substantivo tem desinências diferentes dependendo da função sintática que exercem na oração. Essa flexão existia no latim, porém desapareceu em português e em todas as outras línguas românicas com exceção do romeno, sendo substituídas por preposições. Os casos mais comuns nos idiomas que apresentam esse tipo de flexão são:
- Nominativo: designa o sujeito ou o predicativo;
- Acusativo: designa o objeto direto;
- Genitivo: designa o adjunto adnominal, geralmente de posse;
- Dativo: designa o objeto indireto;
- Ablativo: designa o adjunto adverbial;
- Outros casos: várias línguas declinativas têm outros casos para além deste. O latim tinha além desses os casos ablativos, para designar o adjunto adverbial, e o vocativo. Alguns poucos idiomas substituem os casos nominativo e acusativo pelos casos absolutivo (objeto direto e sujeito de verbo intransitivo) e ergativo (objeto de verbo transitivo). Idiomas fino-úgricos como o finlandês e o húngaro têm casos numerosos, podendo chegar a mais de 15.

Um exemplo de frase em latim usando casos: mater amici mei unam rosam filio meo dedit (a mãe do meu amigo deu uma rosa ao meu filho). "Mater" está no nominativo; "amici mei" está no genitivo; "unam rosam" está no acusativo, e "filio meo" está no dativo.

## Função sintática
O substantivo pode figurar na oração como núcleo do sujeito, predicativo, objeto direto, objeto indireto, complemento nominal, adjunto adverbial, agente da passiva, aposto, vocativo e excepcionalmente como adjunto adnominal. Os adjetivos referentes a cores podem ser modificados por um substantivo que melhor precise uma de suas tonalidades, um de seus matizes: amarelo-canário; verde canário, etc. Neste emprego, o substantivo equivale a um advérbio de modo. As frases nominais têm o substantivo como núcleo da frase: "Ó minha amada/Que olhos os teus" (Vinícius de Moraes)